# Mycoplasma microti
Mycoplasma microti è una specie di batterio appartenente alla famiglia delle Mycoplasmataceae.